# Alfa Romeo GTV
Pour les articles homonymes, voir GTV.
La GTV (pour Gran Turismo Veloce) est un coupé 2+2 du constructeur automobile italien Alfa Romeo. Il est accompagné par la version Spider, modèle deux places dont il est dérivé.

## Présentation
L'Alfa Romeo Gtv est également appelée par les puristes "916", son numéro de projet, pour la distinguer de sa devancière homonyme l'Alfetta GTV. Dessinée par Enrico Fumia du carrossier Pininfarina, elle a été présentée en avant première au Salon de l'Automobile de Paris en 1994. Commercialisée à partir de 1995, elle restera en production jusqu'en 2006 lorsqu'elle sera remplacée par la Brera.
C'est la dernière voiture à avoir été fabriquée dans la célèbre usine Alfa Romeo Arese. À la suite de la mise en sommeil de l'usine en 2000, sa production a été transférée chez le carrossier mais aussi constructeur Pininfarina dans son usine de San Giorgio Canavese et depuis, sur le côté, à côté de la plaquette « Disegno Pininfarina » est apparu le célèbre « F » qui indique que la voiture est fabriquée par le carrossier.
L'Alfa Gtv bénéficiera de deux légers restylages, l'un en 1998 et l'autre en 2003.
Voiture élégante, basse, large, la Gtv affiche une ligne agressive, avec un pare-brise et une lunette très inclinés. Reconnaissable au très marqué "V" de son capot moteur qui part des montants du pare-brise pour englober l'écusson de calandre typique Alfa Romeo, le scudetto. Les flancs sont marqués par une profonde nervure qui souligne encore plus le caractère sportif de l'automobile.

## Genèse
En 1986, le constructeur Alfa Romeo est racheté à Finmeccanica par le Groupe Fiat SpA qui l'attache à Lancia, pour créer la société Alfa-Lancia Industriale SpA.
Dès lors, le groupe Fiat, par logique industrielle n'aura de cesse d'utiliser des plates-formes communes entre les différentes marques du groupe.
Lorsque le projet de remplacement de l'Alfetta GTV; dont la production avait été arrêtée en 1987 est lancé en 1988, c'est tout naturellement que la plateforme commune à la Fiat Tipo, l'Alfa-Romeo 145 et l'Alfa-Romeo 155 est retenue pour servir de base à ce véhicule.
Il faudra 7 ans pour que le projet aboutisse.
Ceci expliquera entre autres beaucoup des choix techniques retenus tels que la traction avant ou le positionnement transversal des moteurs.

## Motorisations
Lors de sa présentation, deux moteurs sont disponibles : le nouveau 2 litres T.Spark (double allumage) avec variateur de phase développant 150 ch et le plus classique V6 2 litres, (appelé "Busso", de l'ingénieur qui en assura la conception), à deux soupapes par cylindre, avec un turbo Garrett T25 et overboost, qui offrait 205 ch. Sans oublier le V6 3 litres 12 soupapes 192 ch, de la version Spider.

En 1997, le V6 3 litres (Busso) 24 soupapes de 220 ch vient compléter l'offre par le haut. 

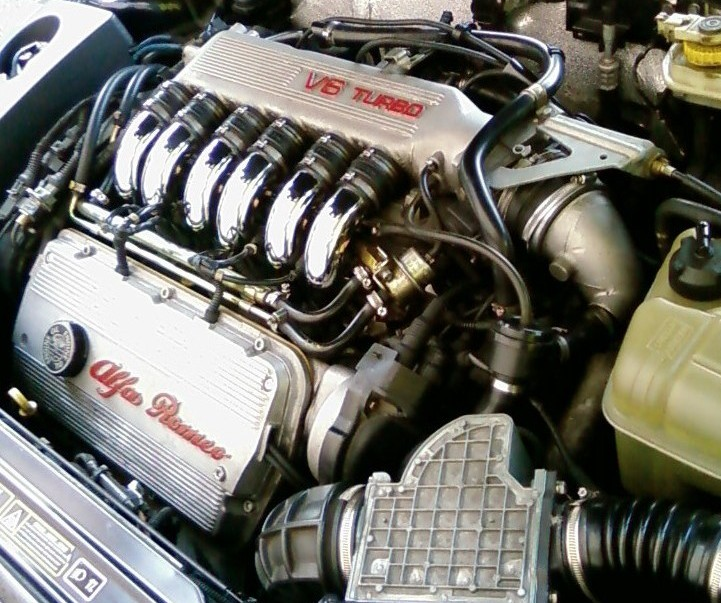

En 1998 de nouvelles motorisations apparaissent : la variante 1.8 Twin Spark de 144 ch (ce qui en fera le moteur avec la puissance spécifique la plus élevée de tous les blocs installés sur le Gtv), tandis que le 2.0 Twin Spark passe à 155 ch.
En 2003, apparition en haut de gamme du V6 3.2 de 240 ch et du nouveau 2.0 JTS de 165 ch à injection directe d'essence.
La tenue de route est sûre grâce aux suspensions arrière multilink et aux jantes de 15" ou 16" chaussées de pneumatiques de 185 à 205/50. Puis en 1998, tous les modèles recevront des jantes 16" et des pneumatiques 205 et en option des 17" avec des pneumatiques 225/45 Pirelli PZero.
Le freinage est assuré par quatre disques, ventilés à l'avant, ABS et EBD de série. Les versions V6 atmosphériques et Cup sont équipées de freins Brembo à 4 pistons et des disques avant de 305 mm.
Ces modèles sont des tractions avec une boîte manuelle à 5 rapports pour les versions 1.8, 2.0, V6 Turbo et 3.0 V6 24s (avant le 1er restylage), et 6 vitesses pour les versions 3.0 (à l'occasion du premier restylage) et 3.2.

## Suspensions
La suspension avant est de type classique McPherson dotés d’une barre stabilisatrice et de triangles uniques forgés inférieurs.
A l’arrière, Alfa a développé pour la GTV une évolution spécifique de la géométrie à bras parallèles. Composé d’une biellette et d’un triangle supérieur, d’un double bras inférieur et d’une barre stabilisatrice ancrés à un berceau auxiliaire, les éléments de cette suspension sont ancrés à un berceau en alliage léger fixé sous le plancher de la voiture. Cela permet à l’entrée du virage et sous l’effet de la force centrifuge de produire un mini braquage en contre-phase par rapport aux roues avant. Au cours du virage, la suspension annule le braquage des roues arrière.

## Finitions intérieures
Les revêtements intérieurs sont très luxueux et seront encore améliorés sur la 2e série qui offre un habitacle très accueillant avec du cuir, le même que l'on retrouve sur les Ferrari comme la 456 GT. L'habitabilité à l'avant est bonne pour un coupé, tandis qu'à l'arrière, malgré la présence d'appuie-tête et de vrais fauteuils, contrairement à ses concurrentes, elle est trop exigüe pour permettre à deux adultes d'effectuer de longs trajets.
2 finitions principales :
medio: sellerie tissu, cuir en option, clim en option, jantes 15" tole, jantes alu en option
lusso: sellerie cuir, clim auto, jantes alu 16", 17" en option, alarme, toit ouvrant en option 

## Restylages

### 1errestylage 1998
Le premier restylage en 1998, apportera de nombreuses nouveautés : le tableau de bord sera complètement redessiné avec des insertions de plastique couleur aluminium et une nouvelle console centrale, un accoudoir central avec un espace de rangement.
Les sièges changent également de dessin : ils sont dorénavant inspirés de ceux de la Ferrari 355.
On trouve toujours la climatisation automatique en série et l'autoradio cassette avec chargeur CD en option.
D'un point de vue technique, les suspensions reçoivent de nouveaux réglages et l'ABS est de dernière génération avec répartiteur de freinage EBD. Sur certaines versions, un pilotage électronique de la direction et des suspensions fait son apparition.

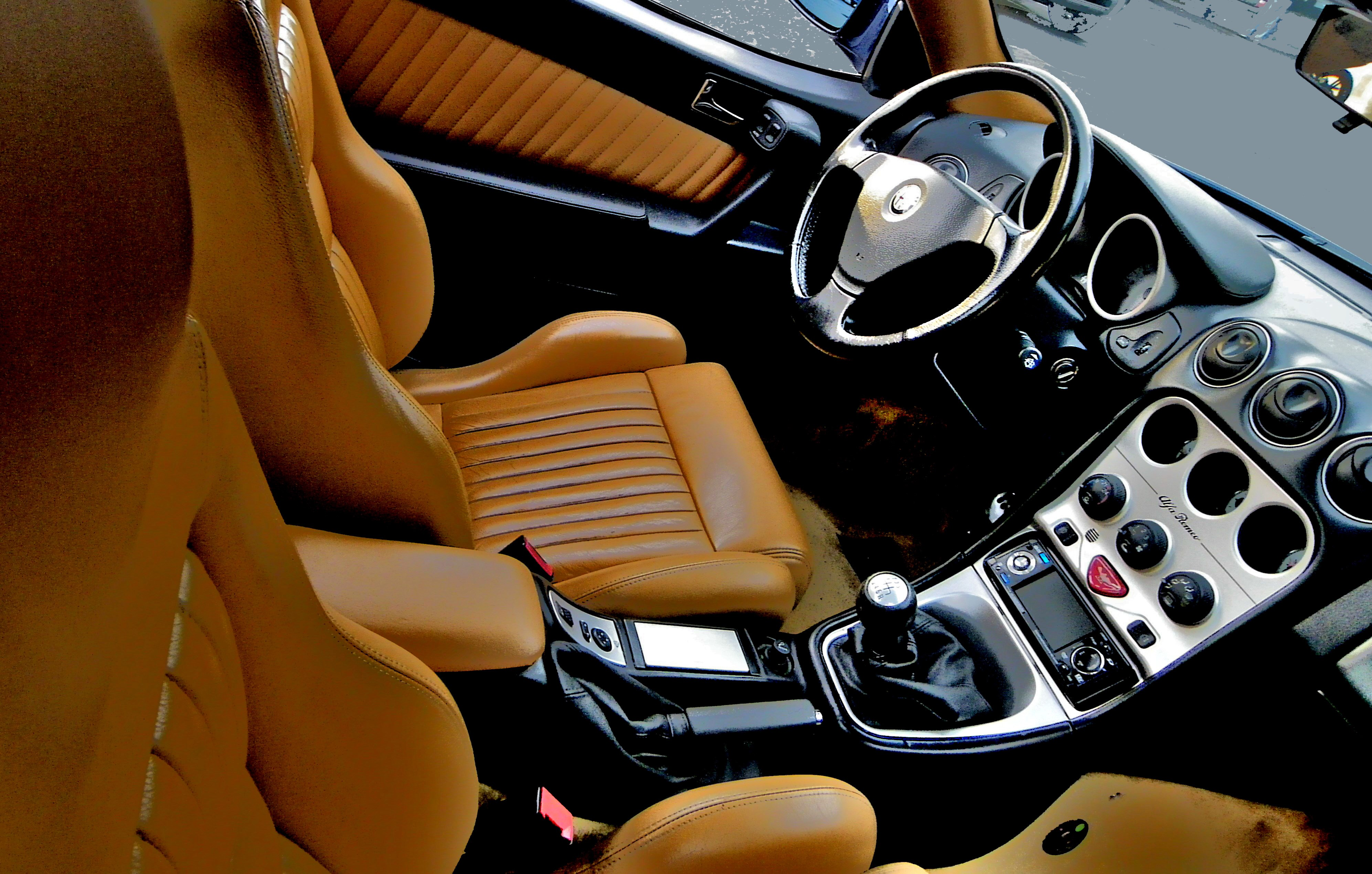

Sur le plan esthétique, seule la calandre chromée, la nouvelle palette de teintes et le carénage du bas de caisse dans la même teinte que le reste de la carrosserie différencie la 2e série.
Un kit créé pour la Gtv comprenant un gros spoiler arrière, des jupes latérales et un spoiler avant est disponible. Ce kit sera monté en série sur les modèles 3.0 - 3.2 et "Cup" qui prendra le nom du "GTV Cup" le championnat Monomarque dédié aux motorisations V6 de ce coupé.
Ce Kit permettait d'augmenter encore la vitesse de pointe de 6 à 12 km/h. La version 3.0 V6 24v passait ainsi de 238 km/h à 250 km/h, la Turbo à 245 km/h, la JTS à 227 km/h, et les TS 1.8 et 2.0 à respectivement 215 et 221 km/h.
Côté mécanique, la version 3.0 V6 24V est désormais équipée d'une boite de vitesses à 6 vitesses au lieu de 5 auparavant.

### 2erestylage 2003
En 2003 quelques retouches sont opérées. Pininfarina travaille à agrandir l'écusson en scudetto de calandre pour reprendre l'évolution des autres modèles de la marque. Le reste de la carrosserie reste inchangé à l'extérieur.
L'intérieur est remanié, la planche de bord centrale est légèrement changée, l'éclairage du tableau de bord passe du vert au rouge, la position des sièges avant est revue, l'assise est abaissée.

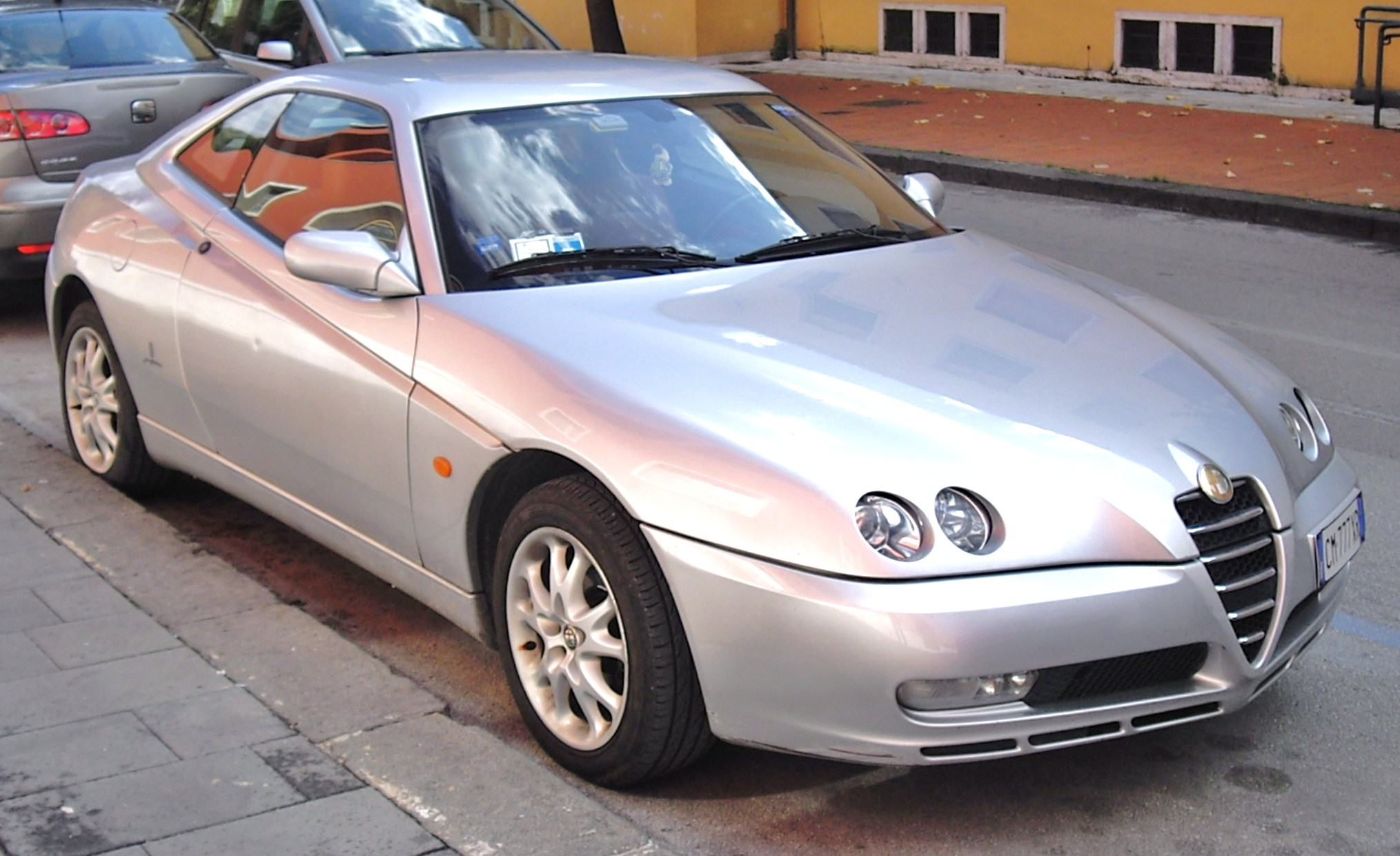

Côté mécanique, l'ASR, élément de sécurité pour éviter le patinage en accélération des modèles puissants, est ajouté en série sur toute la gamme. L'amortissement avant et arrière est modifié en vue d'améliorer le confort.
De nouveaux moteurs font leur apparition comme le 2.0 16v JTS (165 ch) à injection directe d'essence, conforme Euro 4, et le 3.2 V6 24v hérité des fameuses 156 GTA.
Dans cette configuration et disposant de 240 ch, grâce à son aérodynamique soignée, l'"Alfa Gtv" deviendra l'Alfa Romeo de route la plus rapide pour l'époque avec une vitesse de 255 km/h, sans limiteur.
Il faudra attendre la 8c Competizione pour qu'elle soit supplantée sur ce point.

## ModèleSpider

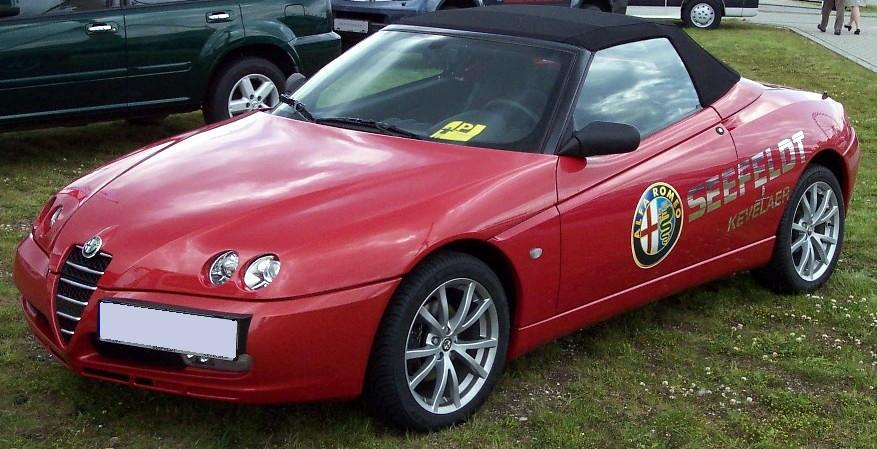
Alfa Romeo Gtv Spider

De 1993 à 2004, le Spider Alfa Romeo est la variante cabriolet de l'Alfa Romeo Gtv.

## La gamme Gtv
| Modèle              | Cylindrée | Puissance                                | Couple                 | Vitesse maxi | 0 à 100 km/h | Période de production |
| ------------------- | --------- | ---------------------------------------- | ---------------------- | ------------ | ------------ | --------------------- |
| 1.8 TS              | 1 747 cm3 | 106 kW (144 ch) à 6 500 tr/min           | 169 N m à 3 500 tr/min | 210 km/h*    | 9,2 s        | 1999-2003             |
| 2.0 TS              | 1 970 cm3 | 114 kW (150/155 ch) à 6 400 tr/min       | 187 N m à 3 500 tr/min | 216 km/h*    | 8,4 s        | 1995-1998-2003-2004   |
| 2.0 JTS             | 1 970 cm3 | 121 kW (165 ch) à 6 400 tr/min           | 206 N m à 3 250 tr/min | 220 km/h*    | 8,4 s        | 2003-2004             |
| 3.0 V6 12v (Spider) | 2 959 cm3 | 141 kW (192 ch) à 5 600 tr/min           | 260 N m à 4 400 tr/min | 225 km/h     | 7,3 s        | 1995-1999             |
| 2.0 V6 Turbo        | 1 996 cm3 | 148 kW (202 ch+overboost) à 6 000 tr/min | 285 N m à 2 400 tr/min | 240 km/h*    | 7,0 s        | 1995-1998-2001        |
| 3.0 V6 24V 5m       | 2 959 cm3 | 162 kW (220 ch) à 6 300 tr/min           | 270 N m à 5 000 tr/min | 240 km/h*    | 6,7 s        | 1997-1998             |
| 3.0 V6 24V Kit      | 2 959 cm3 | 162 kW (218 ch) à 6 300 tr/min           | 270 N m à 5 000 tr/min | 250 km/h     | 6,8 s        | 1998-2003             |
| 3.2 V6 24V          | 3 179 cm3 | 176 kW (240 ch) à 6 200 tr/min           | 289 N m à 4 800 tr/min | 255 km/h     | 6,3 s        | 2003-2004             |

* (augmentation de 5-10 km/h avec le kit aérodynamique)

### Variantes modèles Gtv 916 Spider
| 3.0 12V   | Spider | 3,864  |
| 3.0 12V   | GTV    | 5      |
| 2.0 TS    | Spider | 28,013 |
| 2.0 TS    | GTV    | 24,579 |
| 2.0 V6 TB | Spider | 170    |
| 2.0 V6 TB | GTV    | 7,284  |
| 3.0 24V   | Spider | 1,322  |
| 3.0 24V   | GTV    | 6,502  |
| 1.8 TS    | Spider | 2,851  |
| 1.8 TS    | GTV    | 2,873  |
| 3.2 24V   | Spider | 551    |
| 3.2 24V   | GTV    | 512    |
| 2.0 JTS   | Spider | 2,120  |
| 2.0 JTS   | GTV    | 1,182  |

Les versions Spider, présentent quelques différences au niveau des prestations, sauf la 3.0 V6 12v uniquement en version spider et les Twin Spark.
Spider 2.0 V6 TB : 230 km/h
Spider 3.0 V6 24v : 233 km/h
Spider 3.2 V6 24v : 243 km/h

Chiffres de vente pour la France :
Gtv
1995 : 192
1996 : 481
1997 : 268
1998 : 234
1999 : 199
2000 : 153
2001 : 122
2002 : 96
2003 : 115
2004 : 45
2005 : 0
Total : 1905
Spider
1995 : 98
1996 : 183
1997 : 149
1998 : 158
1999 : 140
2000 : 70
2001 : 80
2002 : 48
2003 : 67
2004 : 6
2005 : 3
Total : 1002
séries spéciales:
GTV Cup:
À partir de 1999 un kit carrosserie nommé Cup produit par Zender va être proposé en série sur le Gtv ou en après vente. Celui-ci comprend un aileron arrière d’une taille démesuré, des jupes latérales avec des prises d’air latérales sur les ailes avant (optionnel) et un spoiler pour le pare choc avant différent. Ce kit n’est pas juste esthétique puisqu’il permet d’augmenter de 6 à 10 km/h la vitesse max du Gtv qui s’en trouve affublé. Toutes les motorisations peuvent recevoir ce kit de série. Le freinage Brembo sur le 2,0l TS devint de série avec le kit Cup. 
GTV Edizione Classica:
en 2001, en Allemagne, une série spéciale voit le jour. La Edizione Classica est intégralement noire métallisée avec jantes de 17 pouces, intérieur en cuir gris et capote électrique de série sur le Spider. 
GTV Edizione Sportiva et Edizione Élégante :
Pour 2002, 2 nouvelles séries spéciales en Allemagne voient le jour. La première, l’Edizione Sportiva, se reconnaît à sa peinture gris argent métallisée, à ses jantes de 17 pouces à 5 branches en étoile, ses prises d’air sur les ailes avant façon kit Cup et à son cuir noir à surpiqûres rouge et intérieur façon titane au lieu d’aluminium. La seconde est l’Edizione Elegante qui se distingue par sa couleur noire métal, ses jantes de 17 pouces et à son cuir bicolore noir/gris.

### Chiffres de production par version et par année
L'Alfa Romeo GTV ( Tipo 916) a été fabriqué en Italie, à Arese puis chez Pininfarina (usine de San Giorgio Canavese) à partir d’octobre 2000 qui produira 6 762 GTV jusqu’en 2004.

## Alfa Romeo GTV 600 ch
En 2018, la marque italienne annonce un renouveau pour la gamme GTV. Elle embarquera un moteur hybride de 600 ch avec une transmission intégrale.